# Sylva Fischerová
Sylva Fischerová (ur. 5 listopada 1963 w Pradze) – czeska poetka i prozaiczka.
Córka filozofa i socjologa Josefa Ludvíka Fischera, siostra Violi Fischerovej.

## Twórczość
- 1986: Chvění závodních koní (angielski przekład: The Tremor of Racehorses 1990)
- 1990: Velká zrcadla
- 1994: V podsvětním městě (szwedzki przekład: Att leva 1994, wraz z Denisą Levertov i Frances Horovitz)
- 1999: Šance
- 2005: Zázrak (polskie wydanie: Cud, 2008)
- 2005: Krvavý koleno